# Giuseppe Grabbi
Giuseppe Grabbi est un joueur de football international italien, né le 12 février 1901 à Turin dans le Piémont et mort le 25 août 1970 dans la même ville. Il joue au poste de milieu de terrain (ailier) du début des années 1920 au début des années 1930.
Il évolue à la Juventus avec qui il remporte le championnat d'Italie en 1926, 70 ans avant son neveu Corrado Grabbi, qui lui, remporte celui de 1994-95 avec la même équipe. Il joue ensuite notamment à l'AC La Dominante et compte une sélection en équipe d'Italie.

## Biographie
Giuseppe Grabbi commence sa carrière au FC Pastore. Il rejoint en 1921, la Juventus FC où il évolue durant six saisons. Il joue son premier match avec l'équipe première le 2 octobre 1921 lors d'un succès 3-1 à l'extérieur sur Vérone.
Avec l'équipe nationale italienne, il n'a joué qu'un seul match en azzurro (lorsqu'il évoluait en bianconero), contre l'Autriche en 1924 lors d'une défaite 4-0.
Après 14 buts inscrits en 87 matchs, il quitte le club bianconero, Son dernier match a lieu le 26 juin 1927 lors d'une défaite 3-1 contre l'Inter. Il rejoint alors le Novare Calcio pour deux saisons.
En 1929, il s'engage en faveur de La Dominante avant de finir sa carrière pour une dernière saison en 1931 avec le Saluzzo. Il meurt le 25 août 1970

## Palmarès
Giuseppe Grabbi remporte avec la Juventus FC le titre de champion d'Italie en 1925-26. Il compte une sélection en équipe d'Italie.